# Igrano-animirani film
Igrano-animirani film je film, ki združuje igrani film z animacijo. Filmi, ki so igrani in računalniško animirani, po navadi vsebujejo izmišljene like ali figure, ki jih predstavljajo in igrajo igralci preko motion captura, nato pa jih animirajo in modelirajo animatorji, medtem ko igrani filmi, ki so tradicionalno animirani, uporabljajo ročno narisane računalniško generirane posnetke (CGI) ali stop motion animacijo.

## Zgodovina

### Izvor

#### Začetki kombiniranja igranih filmov in animacije
Med priljubljenostjo nemega filma v dvajsetih in tridesetih letih dvajsetega stoletja so priljubljeni animirani risani filmi Maxa Fleischerja vključili serijo, v kateri je njegov risani lik klovn Koko komuniciral s svetom; na primer, imel je boksarski dvoboj z živim muckom. V različici od tega in po navdihu Fleischerja, so bila prva režiserska prizadevanja Walta Disneyja, leta pred tem, ko se je leta 1927 rodil Oswald Srečni zajec in leta 1928 Miki Miška, animirani risanke Alice Comedies, v kateri je mlado dekle z imenom Alice nastopala z animiranimi risanimi junaki.
Številni filmi so združevali igrani film s stop-motion animacijo z uporabo učinka zadnje projekcije, na primer filmi Willisa O'Briena in Raya Harryhausena v ZDA ter Aleksandra Ptuška, Karla Zemana in v zadnjem času Jana Švankmajerja v vzhodni Evropi. Prvi celovečerni film, ki je to storil, je bil Izgubljeni svet (1925). V sovjetskem filmu Novi Guliver iz leta 1935 je bil Guliver edini lik, ki ni bil animiran.
V Warner Bros. risanki iz leta 1940 You Ought to Be in Pictures v režiji Friza Frelenga so prikazani junaki Warner Brosa., ki se sporazumevajo z živimi ljudmi. Animirana sekvenca v filmu Anchors Aweigh iz leta 1945, v katerem Gene Kelly pleše z animiranim Jerryjem Mouseom, je eden izmed najbolj znanih prizorov igralca.

### Razvoj Disneyjevih igrano-animiranih filmov
Skozi desetletja je Disney eksperimentiral z mešanimi sekvencami igranja in animacije v več pomembnih filmih, ki večinoma veljajo za igrane. V latinskoameriškem filmskem paru Saludos Amigos, ki je izšel leta 1943, in The Three Caballeros, ki je izšel leta 1945, je prizor, kjer Jaka Racman pleše z več latinskoameriškimi plesalci, plus prizor Aurore Mirande (sestre Carmen Mirande), ki mu da poljub. V filmu Song of the South iz leta 1946 je prizor, v katerem Uncle Remus v animiranem polju poje "Zip-a-Dee-Doo-Dah" in skozi animirane sekvence pripoveduje zgodbe Brera zajca, kar je bilo še izboljšano v filmu So Dear My Heart, leta 1949.
Mary Poppins iz leta 1964 je eden najbolj znanih tovrstnih umetniških filmov, z nekaj minut dolgim prizorom, v katerem Dick Van Dyke in Julie Andrews ter številni drugi igralci potujejo v deželo, ki jo je ustvaril Van Dykeov lik. Eden najbolj znanih prizorov je bila improvizirana točka, v kateri lik Van Dykea pleše naokoli s pingvinskimi natakarji, kar Andrews veselo opazuje. Bedknobs and Broomsticks iz leta 1971 vsebuje igrano-animirani prizor, v katerem Angela Lansbury in David Tomlinson skupaj plešeta v podvodnem nočnem klubu, medtem ko mora Tomlinson nositi glavno breme agresivnih, antropomorfnih nogometnih živali.
Navdihnjen s švedskim filmom Dunderklumpen iz leta 1974, je v filmu Pete in njegov zmaj iz leta 1977 Walt Disney naredil nasprotno od svojih predhodnikov, in animiranega zmaja Elliota postavil v igrani film. 
Kdo je potunkal Rogerja Zajca (1988) Disneyja in Amblina Entertainmenta, je s svojimi naprednimi posebnimi učinki in "realističnim" prikazom interakcije animiranih likov in živih igralcev zaoral ledino. Spominski trenutki vključujejo klavirski dvoboj med Jaka Racmanom in njegovim Looney Tunes tekmecem Racmanom Tepkom, vstopom Jessice Rabbit, Zajčka Dolgouščka in Miki Miško v istem prizoru, in prizor Boba Hoskinsa, ki je z lisicami priklenjen na Rogerja Zajca. 

## Tehnike
V pred digitalni dobi so v tradicionalno animirano-igranih filmih dvojno tiskali dve negativi na isto kopijo, medtem ko so zapletene tehnike uporabljale optične tiskalnike ali animacijske kamere za zračne slike, ki so omogočale natančnejše pozicioniranje in več realizma v interakciji igralcev in izmišljenih likov. Pogosto so z rotoskopiranjem sledili vsaki sličici posebej, tako da je lahko animator svojo risbo dodal v točno določen položaj. Z vzponom računalniške animacije je združevanje igranja in animacije postalo pogosto.

### Kritika tehnik
Prva trilogija Vojne zvezd in trilogija Gospodarja prstanov na primer vključujejo veliko količino animacije, čeprav to ni bilo kritično prepoznano zaradi realizma animacije. Vendar nekateri kritiki, kot je Roger Ebert, ne menijo, da so to igrano-animirani filmi, saj navaja, da "po mojem mnenju to ni animacija, razen če je videti kot animacija."